# 裴颺
裴飏（？—？），河东郡闻喜县（今山西省运城市闻喜县）人，出自河东裴氏定著五房之一的南来吴裴，南齐、北魏官员。

## 生平
裴飏雄壮果敢，很有谋略，经常跟随叔叔裴叔业征伐作战，以军功升任南齐骁骑将军。建武四年（497年）冬天，魏孝文帝元宏出兵进攻南齐的沔北五郡，南齐派遣崔慧景率领两万士兵、一千战马向襄阳进发。永泰元年（498年），崔慧景到达襄阳，五郡已经被北魏攻克，崔慧景驻扎在涡口村，与太子中庶子萧衍及军主前宁州刺史董仲民、刘山阳、裴飏、傅法宪等人率领五千多人马前进到邓城。萧宝卷即位后大肆诛杀大臣，裴叔业当时任豫州刺史，内心不安，朝廷也猜疑裴叔业有叛离之心。当时裴飏和哥哥裴植、弟弟裴瑜、裴粲都在皇宫担任直阁，害怕大祸临头，于永元二年（500年）抛弃母亲逃到豫州寿阳，告诉裴叔业南齐朝廷必定要出其不意的袭击豫州，应该早日谋划。徐世檦等人劝萧宝卷派裴叔业的族人中书舍人裴长穆宣布旨意，准许裴叔业继续留任豫州刺史，裴植兄弟还是对裴叔业劝说不已。裴叔业向北魏归附时，派遣裴飏在外带兵，表面上是讨伐蛮楚，实际上是防备南齐的军队。景明初年，裴飏出任辅国将军、南司州刺史，将要防守义阳，封义阳县开国伯，食邑一千户。诏命还未送到，裴飏就为贼寇所杀。朝廷赠予冠军将军，进爵位为县侯，其余官职如故。魏宣武帝元恪认为裴飏功勋没有建立就去世，他的儿子裴炯不得承袭封爵。魏孝明帝元诩初年，裴炯向执政大臣行贿，才被封为城平县开国伯，食邑八百户。

## 家庭

### 父母
- 裴叔宝
- 谯郡夏侯氏，北魏散骑常侍、安东将军、瀛州刺史、濮阳明侯夏侯道迁姐姐

### 兄弟
- 裴植，北魏安东将军、金紫光禄大夫、度支尚书、崇义县侯
- 裴瑜，北魏勃海郡太守、灌津定子
- 裴粲，北魏骠骑大将军、胶州刺史、舒县子
- 裴衍，北魏署理镇北将军、相州刺史、北道大都督、临汝县公

### 儿子
- 裴炯，北魏镇远将军、东郡太守、高城简侯